# Lądowisko Chrzanów-Szpital
Lądowisko Chrzanów-Szpital – lądowisko sanitarne w Chrzanowie, w województwie małopolskim, położone przy ul. Topolowej 16. Przeznaczone jest do wykonywania startów i lądowań śmigłowców sanitarnych i ratowniczych w dzień i w nocy o dopuszczalnej masie startowej do 5700 kg. 
Zarządzającym lądowiskiem jest Szpital Powiatowy. W roku 2012 zostało wpisane do ewidencji lądowisk Urzędu Lotnictwa Cywilnego pod numerem 120
Budowę lądowiska rozpoczęto pod koniec lipca 2011